# ギャロッピン・ガウチョ
ギャロッピン・ガウチョ（The Gallopin' Gaucho）は、ミッキーマウスの短編映画シリーズの2作目として公開された作品。 1928年8月2日までにサイレントバージョンが完成していたが、『蒸気船ウィリー』公開後の1928年12月30日に公開された。

## あらすじ
南米のカウボーイ、ガウチョであるミッキーはダチョウを乗りこなし酒場へやってきた。タバコを一服・ビールを飲んでいると、そこへダンサーのミニーがやって来る。2人は息ぴったりにダンスを踊るもミニーに目を光らせていたピートがミニーをさらってしまう。
2人がダンスを踊っていた間、ミッキーが乗っていたダチョウはお酒を飲み干し酔っ払っていた。ミッキーはさらわれたミニーを助けようとダチョウを呼ぶも酔っぱらい、ヘロヘロになった姿で現れる。どうにか元に戻そうと近くにあった洗濯のりを手に取りダチョウの体を固めた。しかし、ピートは一足早く近くのビルの高層階へ立て込んでしまっていた。
なんとかビルにたどり着いたミッキーは高層階まで尻尾を伸ばし、ロープのようにして上まで登る。しかしミニーがピートに襲い掛かろうとするのが目に入った。必死で阻止しようと壁にかかっていた剣をとり、ピートと一騎打ちになるもベッド下の壺を見つけピートに被せミッキーは勝利。
何とか無事ミニーを助け出すと2人は出窓から飛び降りダチョウに乗った。最後まで熱い抱擁を交わすミッキーとミニーであった。